# انحراف فرکانس

انحراف فرکانس

انحراف فرکانس ({\displaystyle f_{\Delta }}) در رادیو FM برای توصیف تفاوت بین کمینه و بیشینه میزان سیگنال مدوله‌شده فرکانس و فرکانس نامی مرکزی یا حامل استفاده می‌شود. این اصطلاح گاهی به اشتباه مترادف با رانش فرکانس استفاده‌شده‌است، که یک آفست ناخواسته یک نوسان‌ساز از فرکانس اسمی آن است.
انحراف فرکانس یک رادیو در ارتباط با پهنای‌باند از اهمیت ویژه‌ای برخوردار است، زیرا انحراف کمتر به این معنی است که کانال‌های بیشتری می‌توانند در همان مقدار طیف فرکانس جای گیرند. بازه پخش رادیویی اف‌ام بین ۸۷٫۵–۱۰۸ مگاهرتز از یک فاصله‌گذاری معمول کانال ۱۰۰ یا ۲۰۰ کیلوهرتز با حداکثر انحراف فرکانس {\textstyle \pm 75} کیلوهرتز استفاده می‌کند، در بعضی موارد برای کاهش برهم‌کنش با کانال‌های دیگر، یک حائل را بالاتر از بالاترین و پایین کمترین فرکانس می‌گذاریم.